# Colosseum Ridge
Colosseum Ridge ist ein  Gebirgskamm in den Darwin Mountains des Transantarktischen Gebirges. Er ragt zwischen dem Haskell Ridge und dem Richardson Hill auf.
Der Gebirgskamm beinhaltet pyramidenförmige Berggipfel und fünf große Bergkessel. Letztere erinnern in ihrer Form an das Kolosseum in Rom, was zur Benennung des Gebirgskamms beitrug. Die Benennung sowie Kartierung nahmen Teilnehmer der von 1962 bis 1963 dauernden Kampagne im Rahmen der neuseeländischen Victoria University’s Antarctic Expeditions vor.